# Kaavi
Kaavi é um município da Finlândia localizado na região da Savônia do Norte. O município ocupa uma área de 789,67 km², dos quais 115.50 km² se encontram cobertos por água. A densidade populacional ronda os 4,95 habitantes por km².
O idioma do município é unicamente o Finlandês.